# Aprusia rothorum
Espèce
Aprusia rothorum est une espèce d'araignées aranéomorphes de la famille des Oonopidae.

## Distribution
Cette espèce est endémique du Tamil Nadu en Inde,. Elle se rencontre vers Kodaikanal.

## Description
La femelle holotype mesure 3,16 mm.

## Systématique et taxinomie
Cette espèce a été décrite par Grismado en 2023.

## Étymologie
Cette espèce est nommée en l'honneur de Barbara et Vincent Daniel Roth.

## Publication originale
- Grismado, 2023 : « Goblin spiders from India: description of new species of the genera Paramolotra Tong & Li, and Aprusia Simon, and the female of Aprusia kerala Grismado & Deeleman (Araneae: Oonopidae). » Revista del Museo Argentino de Ciencias Naturales, Nueva Serie, vol. 25, no 1, p. 121-123.